# 褐伞属
褐伞属（学名：Phaeolepiota），是伞菌科下的一个属。

## 下属物种
- 金盖褐环柄菇 Phaeolepiota aurea (Mattir.) Maire (≡ Pholiota aurea (Matt.)Sacc.)，金盖褐伞